# Малагарис, Яннис
Яннис Малагарис (греч. Γιάννης Μαλαγάρης, 1908 — 21 июля 1949) — греческий офицер и коммунист, командир подразделений Демократической армии Греции (ДСЭ) на острове Самос.

## Биография
Яннис Малагарис родился в 1908 году в селе Пандросон острова Самос, имевшем тогда полуавтономный статус в составе Османской империи (Самос был освобождён греческим флотом в 1912 году, в ходе Первой Балканской войны. Был первым из 4 детей Антониса Малагариса и Терпсихори Хадзидимитриу. В 1924 окончил гимназию в деревне Питагорион на Самосе.
В том же году поступил в Военное училище эвэлпидов, которое окончил в 1927 году в звании младшего лейтенанта артиллерии. Впоследствии учился в Военном лётном училище, где получил диплом лётчика резервиста. В 1935 году, вместе с другими офицерами анти-монархистами, сторонниками Венизелоса, принял участие в попытке переворота, с целью недопущения реставрации монархии.
Попытка переворота не удалась и его лидеры предстали перед трибуналом.
Яннис Малагарис был отправлен в отставку и был осуждён к пожизненному заключению.
Не располагаем данными о времени его пребывания в тюрьме, но с началом греко-итальянской войны (1940—1941) войны, будучи офицером резервистом, Малагарис воевал в рядах греческой армии в Албании.
После того как на помощь итальянцам, терепевшим одно за другим поражения от греческой армии, пришла Гитлеровская Германия и часть греческого генералитета подписала с немцами «почётную капитуляцию», Малагарис сумел выбраться на свой остров.
После установления тройной, германо-итало-болгарской, оккупации Греции, в начале 1943 года Малагарис был в числе тысяч греческих офицеров и рядовых, которые с риском для жизни перебрались морем на Ближний Восток, с тем чтобы вступить в формируемые эмиграционным греческим правительством воинские части.
Знакомство Малагариса в Египте с его земляком, коммунистом Яннисом Салласом, который руководил полу-легальной «Антифашистской Военной Организацией» (ΑΣΟ) сыграло важную роль в его дальнейшей жизни.
Поскольку становилось всё более очевидным, что подконтрольные эмиграционному правительству воинские части предназначались после освобождения Греции для подавления возглавляемого греческими коммунистами Национально-освободительного фронта Греции (ЭАМ) и возвращения в страну контролиуемого англичанами королевского двора, многие руководимые ΑΣΟ греческие армейские части и корабли флота на Ближнем Востоке восстали в апреле 1944 года, требуя чтобы они были признаны частями Народно-освободительная армия Греции (ЭЛАС).
Восстание было подавлено при участии британской армии.
Малагарис был арестован и приговорён к смерти. Вместе с тысячами других греческих офицеров, солдат и моряков, он был отправлен в британские концлагеря в Египте.
После войны, в 1946 году, он был освобождён и вернулся на Самос.

## Гражданская война

Эмблема Демократической армии Греции

После декабрьских боёв 1944 года, руководство ЭАМ и компартии Греции подписало в январе 1945 года Варкизское соглашение, полагая что этот компромисс приведёт к миру в стране.
Однако наступивший т. н. «Белый террор» против участников Сопротивления и сторонников компартии привёл страну весной 1946 года к гражданской войне (1946—1949).
По объяснимым географическим и геополитическим причинам, война затронула в основном материковую Центральную и Северную Грецию, которая граничила с северными соседями Греции, где к власти пришли коммунисты.
Этот факт использовался в те годы правительственной пропагандой и сегодня частью нынешней греческой и западной историографии, для утверждения о том, что Гражданская война в Греции была спровоцирована извне и что греческие коммунисты были готовы передать греческие территории соседям.
С другой стороны, этот факт также используется историографами бывшей югославской республики, которые спекулируя на Греческой гражданской войне и участии в ней части славяноязычного приграничного меньшинства, пытаются придать этой войне не греческий характер утверждают, ни много ни мало, что это меньшинство составляло до 60 процентов людских ресурсов Демократической армии Греции.
Однако события на территориях далёких от северных границ и изолированных королевской армией и флотом нарушают эту пропаганду и заключения, подчёркивают греческий, антифашистский, антимонархический и классовый характер войны со стороны Демократической армии.
Среди этих территорий полуостров Пелопоннес, где действовала героическая ΙΙΙ дивизия Демократической армии, «Дивизия мёртвых», острова Крит, Эвбея, Лесбос, Самос и Икария.
После Икарии, Самос был самым маленьким среди этих островов, в силу чего военные события, происшедшие на нём, «буквально невероятны».

## Эпопея Демократической Армии Греции на острове Самос

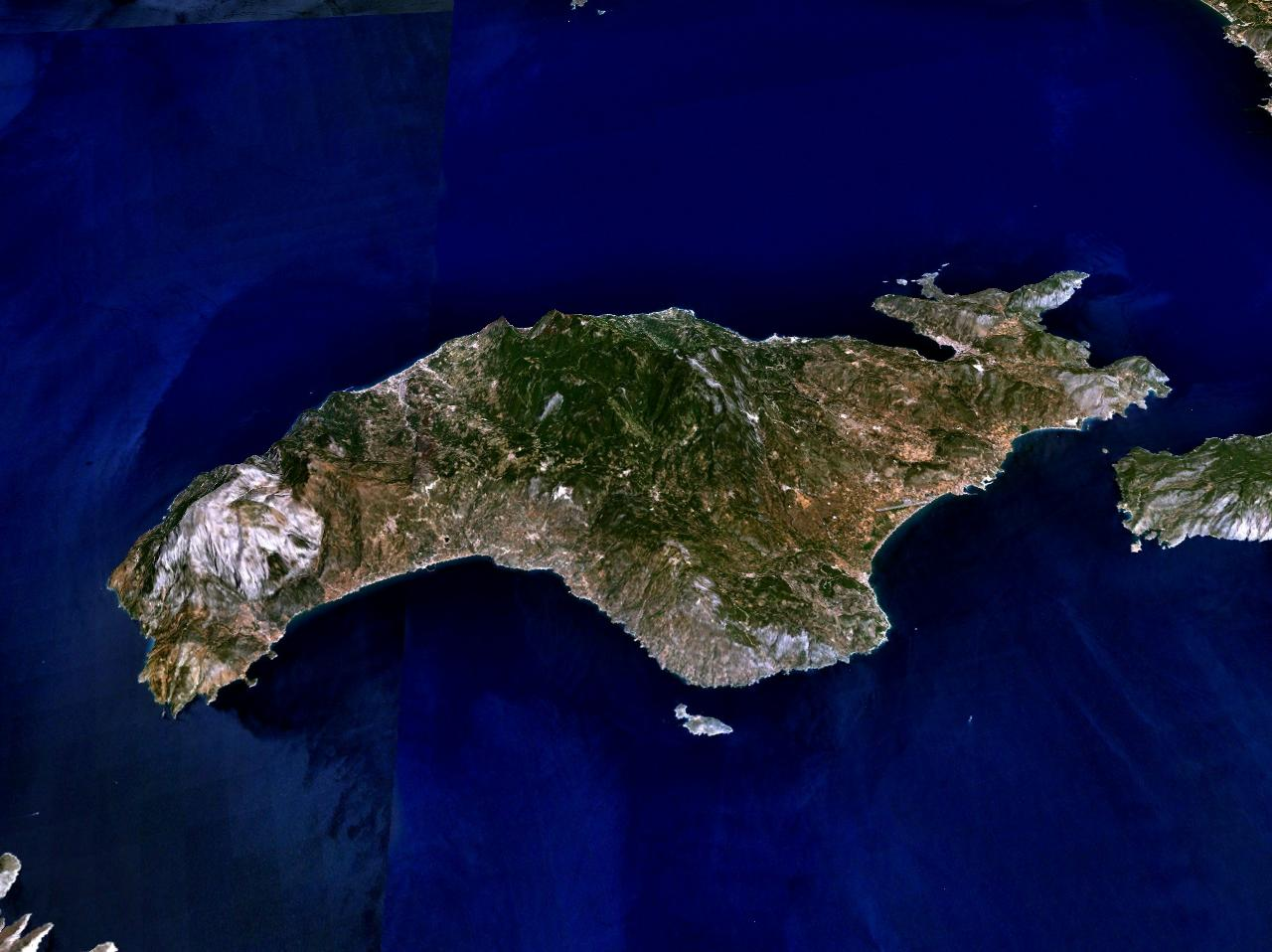
Остров Самос

В 1947 году Малагарис принял предложения Янниса Саласа возглавить создаваемые на острове военные отряды Демократической армии Греции (ΔΣΕ).
Решением Генерального штаба ΔΣΕ опубликованном в газете Временного правительства Малагарис был повышен в звание полковника, а Яннис Салас, ставший комиссаром, в звание подполковника:860.
В течение двух лет, с июля 1947 года по июль 1949 года, на этом островке площадью всего в 478  км² и с двумя горами Керкис (высотой в 1433 м) и Ампелос (Карвунис), Демократическая армия дала более 250 боёв против противосходящих её сил, чьё превосходство иногда было 50-кратным, и поддерживалось авиацией и артиллерией военных кораблей.
В Греческой гражданской войне, и, вероятно, в мировой истории партизанских движений, нет такого прецедента на столь маленьком и замкнутом географическом пространстве.
Партизанское движение на Самосе было тесно связано с движением на соседнем острове Икария, отделённом от Самоса морским проливом шириной в 10 миль. Невзирая на то, что в проливе патрулировали корабли королевского флота, партизаны Икарии поддерживали на гребных шлюпках контакт с штабом на Самосе, отправляли на Самос своих бойцов и принимали на Икарию раненных. В силу того, что Икария, будучи почти в 2 раза меньше (255 кв. км) Самоса, была «перенасыщена» партизанами, весной 1949 года на Самос был переправлен полный взвод икарийскийх партизан. Из них на родной остров вернулись живыми только 2 человека:109.

### Бой на горе Карвунис
В 1947 году Гражданская война была в разгаре, но сообщения с Самоса были «невероятными».
Удары Демократической армии были сконцентрированы в районе горы Карвунис.
Более 2 тысяч солдат, жандармов и монархистской милиции ΜΑΥ были не в состоянии контролировать обстановку. Силы ΔΣΕ взяли с боем село Керки, а затем другие сёла горы. Правительственные войска начали большую операцию в северной части острова, с целью блокировать и уничтожить отряды ΔΣΕ. В операции приняли участие 2 батальона армии и жандармерии и отряды ΜΑΥ, общей численностью в 1500 человек. Приказ был лаконичным «Никого не оставлять живым».
В селе Гинеи, находились около 720 бойцов ΔΣΕ. Часть из них имела опыт войны на Ближнем Востоке и в рядах ЭЛАС. Они организовали оборону, имея только 3 пулемёта и 4 английских пулемёта-пистолета STEN. Снайперы контролировали северный склон.
Комиссар Салас и полковник Малагарис морально готовили бойцов к завтрашнему бою . Малагарис инструктировал бойцов и заявил им: «Жизнь и судьба ΔΣΕ на Самосе зависит от этого боя» На рассвете 29 августа начался обстрел партизан с дистанции 100—150 метров. Меткий огонь партизан не позволял правительственным солдатам подойти ближе, но и желания атаковать они не проявляли.
Поскольку партизаны обеспечивали себе снабжением и продовольствием у противника, для них вопрос «Когда будет атака» был естественным.
50 бойцов решительно ринулись в атаку против правительственных войск.
Впереди Малагарис с пистолетом и Салас с гранатой в руке.
Первыми в панике побежали ΜΑΥ, увлекая за собой в бегство и остальных.
Малагарис был тяжело ранен в плечо пулемётной очередью, в тот момент когда бой был уже предрешён. Победа, о которой жители острова вспоминают по сей день, была полной и имела последствия в трёх сферах: Первое, победа дала большой авторитет ΔΣΕ на острове и вне его. Второе, многие члены ΜΑΥ более не брали оружие в свои руки. Третье, победа придала смелость и энтузиазм местной молодёжи, создав уже на следующий день массовый приток добровольцев в ряды партизан острова.

### Бой на горе Керкис — смерть Малагариса
21 июля 1949 года, ΔΣΕ Самоса дала свой последний и героический бой. Оставшись без боеприпасов и продовольствия, партизаны разбились на небольшие группы. За несколько дней до последнего боя им удалось разоружить большую группу солдат армии и ΜΑΥ.
Успехи партизан на острове мешали пропагандистской машине правительства и решение о ликвидации деятельности ΔΣΕ на Самосе была принята на самом высоком уровне.
20 июля на остров прибыли американский генерал Ван Флит и командующий королевской армией маршал Папагос для непосредственного руководства операцией на горе Керкис. За несколько дней до их прибытия население сёл было насильно выселено и сконцентрировано в лагерях в столице острова.
Операция Керки (Η επιχείρηση ΚΕΡΚΗ) началась на рассвете 21 июля. Для её проведения правительственные войска обеспечили себе огромное численное и техническое превосходство. Гора Керкис была занята 7.000 солдат и жандармов, которые прочёсывали её с вершины до побережья, где стояли 3 эсминца, поддерживавших сухопутные части огнём своих орудий. С воздуха партизан обстреливали и бомбили самолёты королевских ВВС.
Под командованием Малагариса было не более 400 бойцов, но ему в течение нескольких часов удавалось удержать позицию Гинаки. Массированный обстрел с земли, воздуха и моря не давал партизанам и их штабу возможности для передвижения.
Малагарис ждал наступления вечера, с тем чтобы дать своим бойцам возможность прорваться к морю и попытаться покинуть остров.
Сам Малагарис ещё в июне заявлял своим штабистам: «Я кадровый офицер и знаю каким унижениям буду подвергнут, если я буду взят в плен. Поэтому я буду драться до конца и последняя пуля будет моей».
Малагарис покончил жизнь самоубийством вечером 21 июля 1949 года, вместе со своими штабистами Гридакисом, Вакалопулосом и Сверкидисом.
Маленьким группам удалось вырваться из кольца и продолжить своё сопротивление до октября 1949 года.
Группе 6 партизан удалось спрятаться в морской пещере, после чего она также продолжила сопротивление до октября.

## После боя Керкиса
Тела Малагариса и его трёх штабистов были выставлены на обозрение заключённым в лагере в столице острова, в Вати.
Мать Малагариса, которая была заключённой в селе Пиргос, узнав о смерти сына написала в тюремной камере стихи:
Яннис, сын мой храбрый,
Скажи, убили тебя, или это вранье,
Надел ты венок обручальный,
Борьба на тебя надела иной,
Славы венок нетлённый на лоб твой прекрасный,
Снег и холод на смертном одре
Между тем Демократическая армия на материке, потеряв контроль над приграничным горным массивом Граммос, 16 октября 1949 года вывела свои соединения в Албанию.
При этом, генеральный секретарь компартии Никос Захариадис использовал в качестве программного лозунга на будущее двояко читаемую фразу «оружие к ноге».
Но на Самосе маленькие группы партизан ещё продолжали борьбу.
«Граммос пал, но мы ещё сражались», говорил впоследствии ветеран Демократической армии с Самоса.
18 октября, при попытке переправиться на остров Икария, были взяты в плен последние бойцы ΔΣΕ на горе Керкис — комиссар Яннис Саллас и врач Г. Сарантос.
На запрос правительственной роты взявшей их в плен, был получен однозначный ответ : «Перевезите трупы в столицу». Приказ был исполнен, их тела, согласно приказу, были выставлены для демонстрации в столице острова.
После разгрома Демократической армии на Самосе, тысяча солдат была переброшена на соседнюю Икарию, где начались карательные операции и аресты.
Поскольку Гражданская война завершилась, местное руководство компартии заручилось гарантией жандармерии о амнистии, в случае сдачи оружия. Однако гарантия была нарушена.
8 партизан, по сво́ему читая фразу генсека партии «оружие к ноге», не подчинились указаниям местного руководства, и остались в горах. На протяжении многих лет, став местным мифом, они избегали облав армии, и в июле 1955 года сумели покинуть Икарию и Грецию на рыбацкой лодке:110.

## Память
События Гражданской войны оставили глубокий след у населения Самоса и Икарии и, вместе с самосскими революционными традициями XIX и начала XX веков, продолжают и сегодня влиять на его политическую ориентацию.
Если после развала социалистического лагеря и его негативного влияния на европейское коммунистическое движение, компартия Греции получает на парламентских выборах в среднем по стране от 5 до 10 процентов голосов, то в архипелаге Самос-Икария-Фурни, как правило, компартия получает в два раза больше голосов.
Так на выборах сентября 2012 года компартия набрала здесь почти 25 % голосов и избрала единственного депутата парламента от этих островов. Это был также лучший результат компартии по всей стране.
Каждый год, местная организация компартии организует церемонии памяти сотням убитых бойцов Демократической армии.
Отмечается, что «в подвиге Демократической армии на Самосе, через самопожертвование её бойцов, проявился руководящий военно-политический характер двух Яннисов, как они были воспеты своими соратниками. Янниса Малагариса и Янниса Салласа».
В 2003 году, издательство «Современная эпоха» издала книгу писательницы Эпи Христодулу, «Яннис Малагарис- историческая биография».